# International Police
International Police (Interpol) è un film noir poliziesco britannico statunitense del 1957, diretto da John Gilling.

## Trama
L'agente di polizia Charles Sturgis è pronto a tutto pur di catturare Frank McNally, un trafficante di droga internazionale. Per intrappolarlo, si avvicina a Gina Broger, complice del gangster, che trascorre il suo tempo viaggiando tra Europa e Stati Uniti. Quando viene arrestata dall'Interpol, Sturgis le chiede di aiutarlo a catturare McNally; dopo un inseguimento estenuante, a causa di un tradimento McNally viene ucciso.

## Produzione
Girato in CinemaScope, il film venne prodotto dalla Warwick Productions, che aveva realizzato in precedenza Zarak Khan. Il ruolo di Frank McNally in origine doveva essere interpretato da Michael Wilding. La storia era basata su documenti autentici della International Criminal Police Commission. Le riprese del film iniziarono il 15 agosto del 1956 e i luoghi di ripresa furono New York, Parigi, Roma, Genova, Madrid, Londra e Atene.

## Distribuzione
La prima del film avvenne a Londra il 2 aprile 1957. Negli Stati Uniti venne distribuito col titolo Pickup Alley nell'agosto 1957 in doppia programmazione con il film The Brother Rico.
In Italia venne presentato col titolo International Police e ottenne il visto di censura n. 24.498 del 26 giugno 1957 col divieto ai minori di 16 anni e col taglio di tre scene per una lunghezza di 2.570 metri.
Rimasto invedibile negli anni successivi, il film venne riscoperto e proiettato nel novembre del 2011  a Genova, dove furono girati molti esterni.